# Конвой №4127
Конвой № 4127 — японський конвой часів Другої світової війни, проведення якого відбувалось у січні — лютому 1944-го.
Вихідним пунктом конвою був атол Трук у центральній частині Каролінських островів, де ще до війни створили потужну базу японського ВМФ, з якої до лютого 1944-го провадились операції в цілому ряді архіпелагів. Пунктом призначення став розташований у Токійській затоці порт Йокосука, що під час війни був обраний як базовий для логістики Трука.
До складу конвою увійшли транспорти «Мацує-Мару» (Matsue Maru), «Сіньо-Мару» (Shinyo Maru) та «Йошида-Мару №3» (Yoshida Maru No. 3), тоді як охорону забезпечували кайбокан (фрегат) «Фукує», тральщик W-22, переобладнаний мінний загороджувач «Кінджо-Мару» та переобладнаний мисливець за підводними човнами «Шонан-Мару № 8».
Конвой № 4127 вийшов у море 27 січня 1944-го. 30 січня до нього приєднався переобладнаний тральщик «Фумі-Мару № 2», тоді як «Кінджо-Мару» припинив ескортування. 3 лютого загін прибув на Сайпан (Маріанські острови), де провів майже тиждень.
9 лютого 1944-го конвой № 4127 полишив Сайпан, причому тепер його ескорт складався з мисливця за підводними човнами CH-50, тральщика W-22 та переобладнаних мисливців за підводними човнами «Шонан-Мару № 8» (прямував ще з Труку) і «Кьо-Мару № 10» (Kyo Maru No. 10). 10 лютого через технічні проблеми «Сіньо-Мару» відстав від конвою, проте наступної доби наздогнав його. 12 лютого «Кьо-Мару № 10» відокремився та попрямував назад на Сайпан, тоді як за ескортування узявся переобладнаний тральщик «Тоші-Мару № 5» (Toshi Maru No. 5). 14 лютого загін прибув на острів Тітідзіма (архіпелаг Огасавара).
15 лютого 1944-го конвой полишив Тітідзіму, маючи у своєму складі чотири транспорти — «Мацує-Мару» та «Сіньо-Мару», які прямували ще з Трука, а також «Х'якуфуку-Мару» (Hyakufuku Maru, на початку лютого прибув до островів Огасавара з Японії) і «Томі-Мару № 3». 16 лютого ескорт підсилився мисливцем за підводними човнами CH-52.
19 лютого 1944-го конвой успішно прибув до Йокосуки.